# Velika Kladuša
Velika Kladuša (Bosnisch: Velika Kladuša) is een stad en gemeente in het kanton Una-Sana in het noordwesten van Bosnië en Herzegovina, tegen de grens met Kroatië. De stad maakt deel uit van de Federatie van Bosnië en Herzegovina. De dichtstbijzijnde grote stad is Bihać.

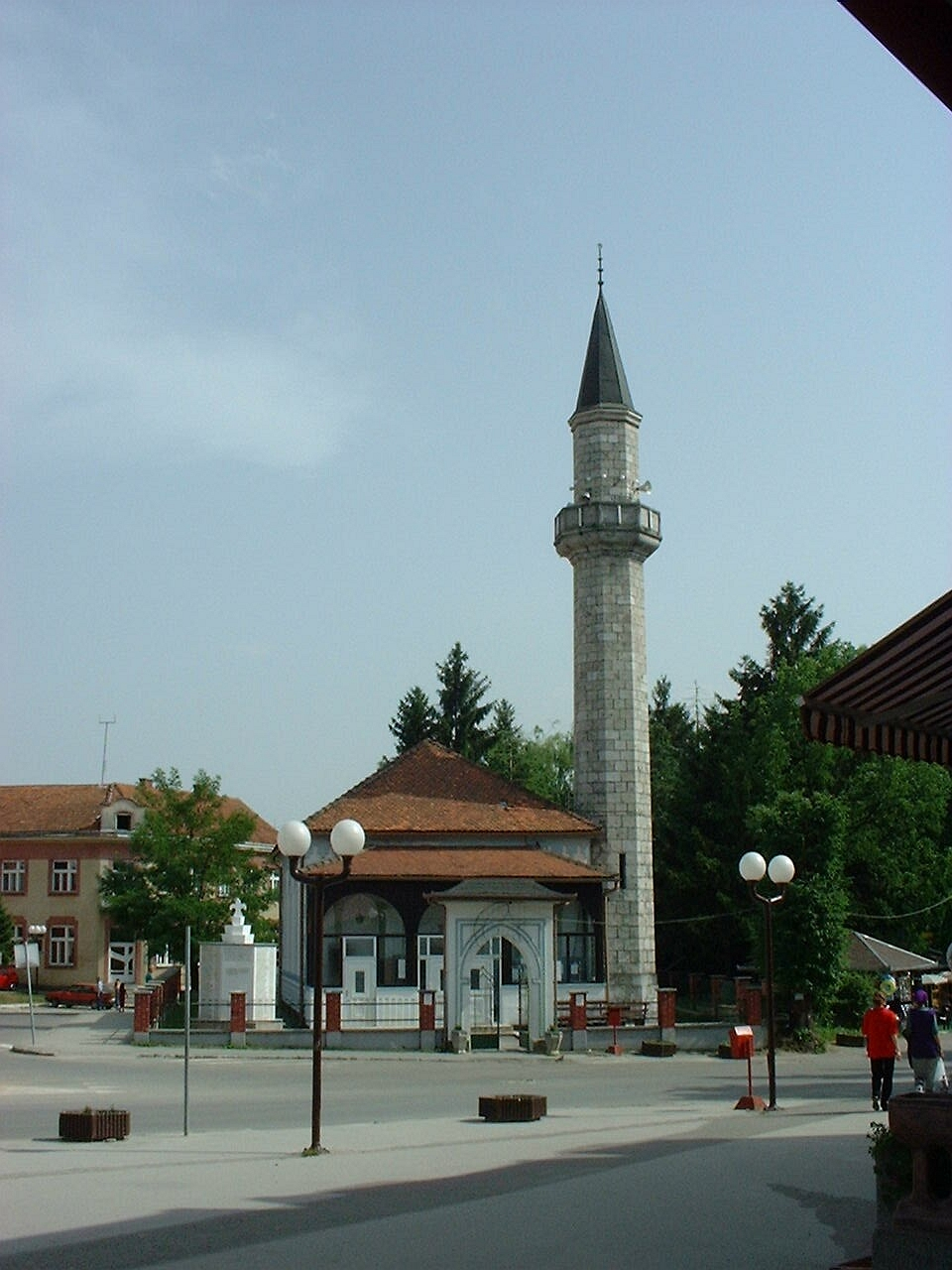
Moskee in Velika Kladuša

Na afloop van de Bosnische Oorlog was er tussen 1997 en 2003 een Canadese IFOR/SFOR-basis in de stad gevestigd.

## Feiten en cijfers
De gemeente heeft een oppervlakte van 331,6 km². Voor de burgeroorlog woonden er 52.921 mensen, van wie 48.600 Bosniakken (92%), 2.261 Serviërs (4,2%), 919 Joegoslaven (1,7%), 707 Kroaten (1,3%) en 434 overigen (0,8%). De stad zelf had 14.469 inwoners van wie 87% Bosniakken, 5% Serviërs, 4% Kroaten, 2% Joegoslaven en 2% overigen. Deze gegevens zijn afkomstig van de volkstelling van 1991.
Volgens gegevens van 31 december 2005 wonen er 46.741 mensen in de gemeente.